# Sofia Hellqvist
Sofia Kristina Hellqvist (Danderyd, 6 dicembre 1984) è un'ex modella svedese, moglie di Carlo Filippo di Svezia.
È madre dei principi Alexander, Gabriel, Julian e Ines, rispettivamente quinto, sesto, settimo e ottava nella linea di successione al trono di Svezia.

## Biografia

### Infanzia, educazione e carriera
Nacque a Täby da Erik Oscar Hellqvist e Marie Britt Rotman e si trasferì a Älvdalen all'età di sei anni. Ha due sorelle: Lina (coordinatrice di progetti umanitari, nata nel 1982) e Sara (criminologa, nata nel 1988).

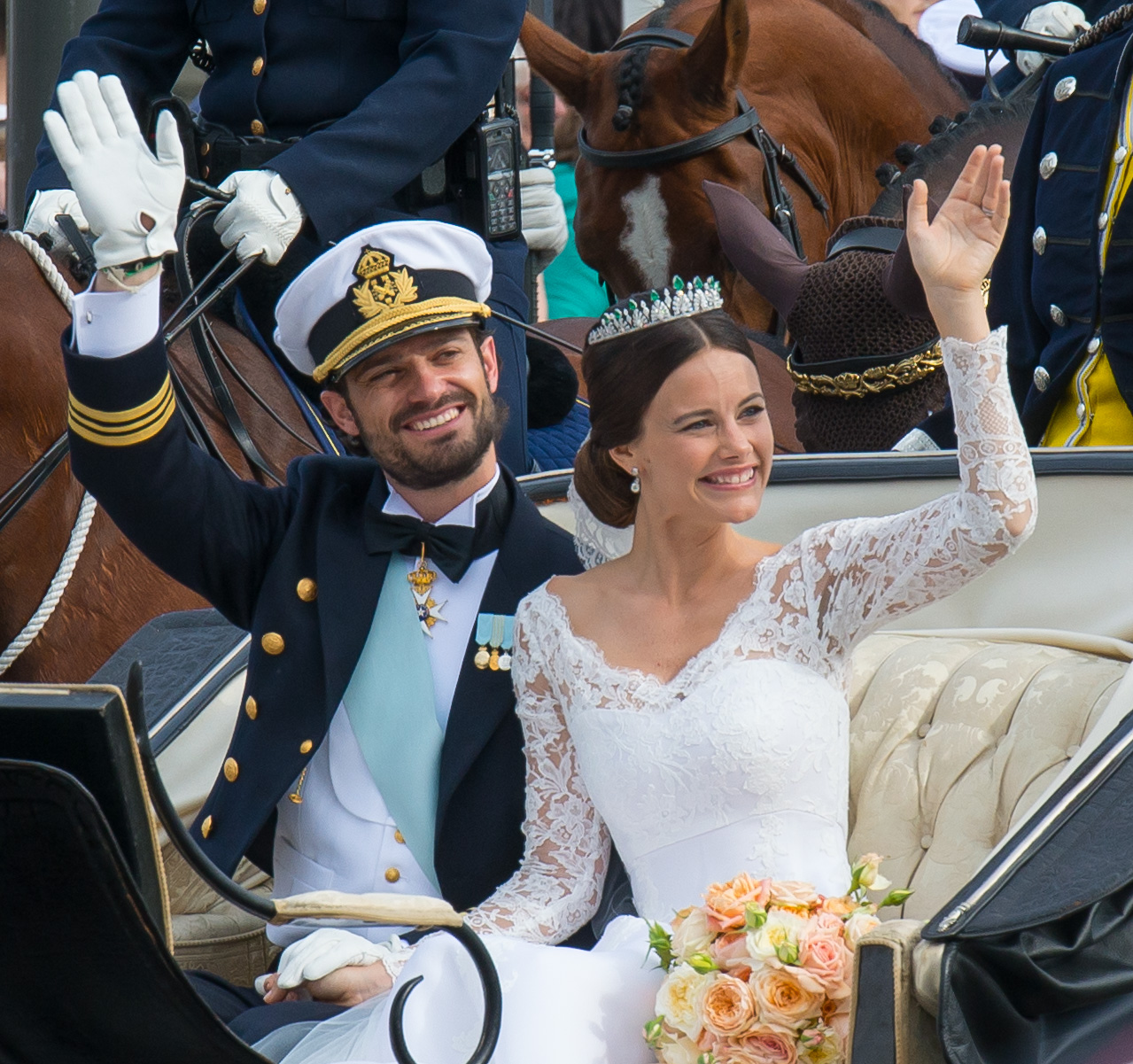
La principessa con il consorte il giorno del loro matrimonio, 13 giugno 2015

Da ragazza fece numerosi lavori estivi come cameriera e commessa e prestò inoltre volontariato in Sudafrica, Senegal e Ghana.
All'età di vent'anni fece un servizio fotografico per la rivista maschile Slitz in cui posava con indosso solo la parte inferiore del bikini e un boa constrictor vivo attorcigliato attorno al suo corpo. È stata votata Miss Slitz 2004 dai lettori.
In seguito, Hellqvist fu scritturata per il reality show Paradise Hotel su TV4. Hellqvist accettò e raggiunse la finale. Durante la sua permanenza nello show ebbe una contesa molto pubblicizzata con la collega concorrente Olinda Castielle. Durante delle riprese a Las Vegas venne molto discusso il suo bacio con l'attrice pornografica Jenna Jameson.
Nel 2005 Sofia studiò contabilità con una connotazione informatica, specializzandosi nello sviluppo di affari, presso l'Institute of English and Business di New York. Inoltre, è diventata un'istruttrice di yoga certificata ed ha lavorato presso lo studio Yoga to the People, per un periodo, a New York.
Successivamente, Sofia ha anche partecipato a diversi corsi su etica globale, scienza per giovani e bambini, la comunicazione dei bambini e la Convenzione delle Nazioni Unite sui diritti del fanciullo in teoria e nella pratica svedese all'Università di Stoccolma.

### Matrimonio
Nell'agosto 2010 la portavoce della corte svedese, Nina Eldh, confermò il rapporto tra Carlo Filippo e Hellqvist in una dichiarazione rilasciata dal palazzo.
Nell'aprile 2011 la coppia si trasferì a vivere insieme in una tenuta privata a Djurgården in Svezia. Nel giugno dello stesso anno il palazzo confermò che la coppia viveva insieme.
Il 27 giugno 2014, è stato annunciato il fidanzamento ufficiale di Hellqvist con il Principe Carlo Filippo. Il matrimonio è stato poi celebrato il 13 giugno 2015 nella Cappella del Palazzo reale di Stoccolma.
La coppia ha avuto 4 figli:
- principe Alexander Erik Humbertus Bertil, duca di Södermanland (Danderyd, 19 aprile 2016)[24]
- principe Gabriel Carl Walter, duca di Dalarna (Danderyd, 31 agosto 2017)[25]
- principe Julian Herbert Folke, duca di Halland (Danderyd, 26 marzo 2021)
- principessa Ines Marie Lilian Silvia, duchessa di Västerbotten (Danderyd, 7 febbraio 2025)

7 ottobre 2019, il padre di Carlo Filippo, il re, ha revocato lo status reale del principe Alexander e del principe Gabriel nel tentativo di associare più strettamente i reali svedesi all'ufficio di capo di stato; rimangono nella linea di successione al trono.

## Titoli e trattamento
- 6 dicembre 1984 – 13 giugno 2015: Miss Sofia Kristina Hellqvist
- dal 13 giugno 2015: Sua Altezza Reale Principessa Sofia di Svezia, Duchessa di Värmland
  - in svedese: Hennes Kungliga Höghet Sofia, Prinsessa av Sverige, Hertiginna av Värmland.

## Albero genealogico
|                            |                      |                            | Genitori                    |  |  | Nonni |  |  | Bisnonni               |  |  | Trisnonni                |  |
|                            |                      |                            |                             |  |  |       |  |  | Erik Andreas Hellqvist |  |  | Anders Fredrik Hellqvist |  |
|                            |                      |                            |                             |  |  |       |  |  | Erik Andreas Hellqvist |  |  | Anders Fredrik Hellqvist |  |
|                            |                      | Anna Charlotta Eriksdotter |                             |  |  |       |  |  | Erik Andreas Hellqvist |  |  |                          |  |
| Stig Ingvar Hellqvist      |                      |                            |                             |  |  |       |  |  | Erik Andreas Hellqvist |  |  |                          |  |
|                            |                      | Frida Kristina Fredriksson | Joel Fredrik Snygg          |  |  |       |  |  |                        |  |  |                          |  |
|                            |                      | Frida Kristina Fredriksson | Joel Fredrik Snygg          |  |  |       |  |  |                        |  |  |                          |  |
|                            |                      | Frida Kristina Fredriksson | Johanna Magnusdotter        |  |  |       |  |  |                        |  |  |                          |  |
| Erik Oscar Hellqvist       |                      | Frida Kristina Fredriksson |                             |  |  |       |  |  |                        |  |  |                          |  |
|                            |                      | Oskar Petrus Nilsson       | Karl Ferdinand Nilsson      |  |  |       |  |  |                        |  |  |                          |  |
|                            |                      | Oskar Petrus Nilsson       | Karl Ferdinand Nilsson      |  |  |       |  |  |                        |  |  |                          |  |
|                            |                      | Oskar Petrus Nilsson       | Hedda Vilhelmina Jonsdotter |  |  |       |  |  |                        |  |  |                          |  |
| Ingrid Ann-Marie Nilsson   |                      | Oskar Petrus Nilsson       |                             |  |  |       |  |  |                        |  |  |                          |  |
|                            |                      | Lilly Kristina Månsson     | Carl August Månsson         |  |  |       |  |  |                        |  |  |                          |  |
|                            |                      | Lilly Kristina Månsson     | Carl August Månsson         |  |  |       |  |  |                        |  |  |                          |  |
|                            |                      | Lilly Kristina Månsson     | Emma Helena Persdotter      |  |  |       |  |  |                        |  |  |                          |  |
| Sofia Kristina Hellqvist   |                      | Lilly Kristina Månsson     |                             |  |  |       |  |  |                        |  |  |                          |  |
|                            | Lars Gotthard Rotman | Jan Persson Rotman         |                             |  |  |       |  |  |                        |  |  |                          |  |
|                            | Lars Gotthard Rotman | Jan Persson Rotman         |                             |  |  |       |  |  |                        |  |  |                          |  |
|                            | Lars Gotthard Rotman | Anna Persdotter            |                             |  |  |       |  |  |                        |  |  |                          |  |
| Janne Herbert Ribbe Rotman | Lars Gotthard Rotman |                            |                             |  |  |       |  |  |                        |  |  |                          |  |
|                            |                      | Maria Elisabet Åhs         | Per Johan Åhs               |  |  |       |  |  |                        |  |  |                          |  |
|                            |                      | Maria Elisabet Åhs         | Per Johan Åhs               |  |  |       |  |  |                        |  |  |                          |  |
|                            |                      | Maria Elisabet Åhs         | Gum Anna Maria Persdotter   |  |  |       |  |  |                        |  |  |                          |  |
| Marie Britt Rotman         |                      | Maria Elisabet Åhs         |                             |  |  |       |  |  |                        |  |  |                          |  |
|                            |                      | Per Gustaf Dahlberg        | Per Gabrielsson Dahlberg    |  |  |       |  |  |                        |  |  |                          |  |
|                            |                      | Per Gustaf Dahlberg        | Per Gabrielsson Dahlberg    |  |  |       |  |  |                        |  |  |                          |  |
|                            |                      | Per Gustaf Dahlberg        | Hilma Maria Hansdotter      |  |  |       |  |  |                        |  |  |                          |  |
| Britt Ingegerd Dahlberg    |                      | Per Gustaf Dahlberg        |                             |  |  |       |  |  |                        |  |  |                          |  |
|                            |                      | Grund Anna Maria Johansson | Grund Erik Johan Olsson     |  |  |       |  |  |                        |  |  |                          |  |
|                            |                      | Grund Anna Maria Johansson | Grund Erik Johan Olsson     |  |  |       |  |  |                        |  |  |                          |  |
|                            |                      | Grund Anna Maria Johansson | Knif Ida Maria Andersdotter |  |  |       |  |  |                        |  |  |                          |  |
|                            |                      | Grund Anna Maria Johansson |                             |  |  |       |  |  |                        |  |  |                          |  |